# Манден (Північна Дакота)
Манден (англ. Mandan) — місто (англ. city) в США, в окрузі Мортон штату Північна Дакота. Населення — 24 206 осіб (2020).

## Географія
Манден розташований за координатами 46°49′39″ пн. ш. 100°53′4″ зх. д. / 46.82750° пн. ш. 100.88444° зх. д. (46.827403, -100.884523).  За даними Бюро перепису населення США в 2010 році місто мало площу 28,83 км², з яких 28,56 км² — суходіл та 0,26 км² — водойми. В 2017 році площа становила 35,36 км², з яких 34,97 км² — суходіл та 0,38 км² — водойми.

### Клімат
| Клімат : Манден         | Клімат : Манден | Клімат : Манден | Клімат : Манден | Клімат : Манден | Клімат : Манден | Клімат : Манден | Клімат : Манден | Клімат : Манден | Клімат : Манден | Клімат : Манден | Клімат : Манден | Клімат : Манден | Клімат : Манден |
| Показник                | Січ.            | Лют.            | Бер.            | Квіт.           | Трав.           | Черв.           | Лип.            | Серп.           | Вер.            | Жовт.           | Лист.           | Груд.           | Рік             |
| Абсолютний максимум, °C | 17,2            | 20,6            | 27,2            | 33,9            | 35,6            | 43,9            | 44,4            | 41,7            | 40,6            | 35,0            | 23,9            | 18,3            | 44,4            |
| Середній максимум, °C   | −6,7            | −3,1            | 3,4             | 13,1            | 20,0            | 25,1            | 29,2            | 28,6            | 22,2            | 14,7            | 4,2             | −3,4            | 12,3            |
| Середня температура, °C | −12,6           | −8,9            | −2,3            | 6,2             | 12,9            | 18,1            | 21,5            | 20,6            | 14,4            | 7,5             | −1,7            | −9,1            | 5,6             |
| Середній мінімум, °C    | −18,6           | −14,8           | −8,1            | −0,7            | 5,7             | 11,0            | 13,8            | 12,7            | 6,7             | 0,3             | −7,6            | −14,9           | −1,2            |
| Абсолютний мінімум, °C  | −42,2           | −41,7           | −33,3           | −24,4           | −9,4            | −1,1            | 1,7             | 0,6             | −11,7           | −23,3           | −34,4           | −30,6           | −42,2           |
| ----------------------- | --------------- | --------------- | --------------- | --------------- | --------------- | --------------- | --------------- | --------------- | --------------- | --------------- | --------------- | --------------- | --------------- |
| Джерело:                |                 |                 |                 |                 |                 |                 |                 |                 |                 |                 |                 |                 |                 |

## Демографія
Згідно з переписом 2010 року, у місті мешкала 18 331 особа в 7632 домогосподарствах у складі 4921 родини. Густота населення становила 636 осіб/км².  Було 7950 помешкань (276/км²).
Расовий склад населення:
| - 91,7 % — білих - 4,9 % — корінних американців - 0,6 % — чорних або афроамериканців - 0,2 % — азіатів - 0,1 % — вихідців з тихоокеанських островів |

До двох чи більше рас належало 2,0 %. Частка іспаномовних становила 1,8 % від усіх жителів.
За віковим діапазоном населення розподілялося таким чином: 23,9 % — особи молодші 18 років, 62,9 % — особи у віці 18—64 років, 13,2 % — особи у віці 65 років та старші. Медіана віку мешканця становила 37,2 року. На 100 осіб жіночої статі у місті припадало 96,9 чоловіків;  на 100 жінок у віці від 18 років та старших — 94,7 чоловіків також старших 18 років.
Середній дохід на одне домашнє господарство  становив 73 507 доларів США (медіана — 59 078), а середній дохід на одну сім'ю — 85 723 долари (медіана — 76 135). Медіана доходів становила 49 962 долари для чоловіків та 37 195 доларів для жінок. За межею бідності перебувало 9,3 % осіб, у тому числі 10,8 % дітей у віці до 18 років та 12,5 % осіб у віці 65 років та старших.
Цивільне працевлаштоване населення становило 11 252 особи. Основні галузі зайнятості: освіта, охорона здоров'я та соціальна допомога — 25,6 %, роздрібна торгівля — 13,9 %, транспорт — 7,6 %, науковці, спеціалісти, менеджери — 7,6 %.